# Episodi di Marsupilami
La prima stagione della serie animata Marsupilami, composta da 13 episodi, è stata trasmessa negli Stati Uniti, su CBS, dal 18 settembre all'11 dicembre 1993.
In Italia è stata trasmessa dal 30 giugno al 22 settembre 1996 su Rai 2.
| n° | Titolo originale                   | Titolo italiano                     | Prima TV USA      | Prima TV Italia   |
| -- | ---------------------------------- | ----------------------------------- | ----------------- | ----------------- |
| 1  | Working Class Mars                 | A.A.A. Marsupilami offresi          | 18 settembre 1993 | 30 giugno 1996    |
| 1  | King of the Beach                  | Re della spiaggia                   | 18 settembre 1993 | 30 giugno 1996    |
| 1  | The Hairy Ape                      | Chi cerca una banana                | 18 settembre 1993 | 30 giugno 1996    |
| 2  | Normzan of the Jungle              | Re della giungla                    | 25 settembre 1993 | 7 luglio 1996     |
| 2  | Room Service                       | Servizio in camera                  | 25 settembre 1993 | 7 luglio 1996     |
| 2  | Bathtime for Maurice               | Il bagnetto di Maurice              | 25 settembre 1993 | 7 luglio 1996     |
| 3  | Hole in Mars                       | Fino all'ultima buca                | 2 ottobre 1993    | 14 luglio 1996    |
| 3  | Crab Scouts                        | Granchi scout all'attacco           | 2 ottobre 1993    | 14 luglio 1996    |
| 3  | The Treasure of the Sierra Marsdre | Tesoro Sierra Madre                 | 2 ottobre 1993    | 14 luglio 1996    |
| 4  | The Wizard of Mars                 | Marsupilami nel mondo di Oz         | 9 ottobre 1993    | 21 luglio 1996    |
| 4  | TV Jeebies                         | Divo della TV                       | 9 ottobre 1993    | 21 luglio 1996    |
| 4  | The Puck Stops Here                | I dischetti volanti                 | 9 ottobre 1993    | 21 luglio 1996    |
| 5  | Mar-Sup-Du-Jour                    | A colazione                         | 16 ottobre 1993   | 28 luglio 1996    |
| 5  | Kung-Fu Kitty                      |                                     | 16 ottobre 1993   | 28 luglio 1996    |
| 5  | Romancing the Clone                | Il richiamo della natura            | 16 ottobre 1993   | 28 luglio 1996    |
| 6  | Toucan Always Get What You Want    | Lezioni di volo                     | 23 ottobre 1993   | 4 agosto 1996     |
| 6  | I.Q. You, Too                      | Guerra dei cervelli                 | 23 ottobre 1993   | 4 agosto 1996     |
| 6  | Fear of Kites                      | L'aquilone sul tetto che scotta     | 23 ottobre 1993   | 4 agosto 1996     |
| 7  | Mars' Problem Pachyderm            | Metodo di Marsupilami               | 30 ottobre 1993   | 11 agosto 1996    |
| 7  | Night of the Living Shnookums      | Annibale contro Cannibale           | 30 ottobre 1993   | 11 agosto 1996    |
| 7  | Mars Meets Dr. Normanstein         | Marsupilami e il dottor Normanstein | 30 ottobre 1993   | 11 agosto 1996    |
| 8  | Steamboat Mars                     | Crociera lungo il fiume             | 6 novembre 1993   | 18 agosto 1996    |
| 8  | Something Fishy                    | Evoluzione in scatola               | 6 novembre 1993   | 18 agosto 1996    |
| 8  | Someone's in the Kitchen with Mars | In cucina con Marsupilami           | 6 novembre 1993   | 18 agosto 1996    |
| 9  | Hey, Hey! They're the Monkeys      | Trasloco forzato                    | 13 novembre 1993  | 25 agosto 1996    |
| 9  | Jingle Bells, Something Smells     | La tranquilla notte di Natale       | 13 novembre 1993  | 25 agosto 1996    |
| 9  | Prime Mates Forever                | Colpo di fulmine                    | 13 novembre 1993  | 25 agosto 1996    |
| 10 | Thorn O'Plenty                     | Debito d'onore                      | 20 novembre 1993  | 1º settembre 1996 |
| 10 | Basic Insting                      | Amore cieco                         | 20 novembre 1993  | 1º settembre 1996 |
| 10 | Witch Doctor Is Which?             | Lo specchio magico                  | 20 novembre 1993  | 1º settembre 1996 |
| 11 | A Spotless Record                  | Melone a pois                       | 27 novembre 1993  | 8 settembre 1996  |
| 11 | A Boy and His Crab                 | Vita da cani                        | 27 novembre 1993  | 8 settembre 1996  |
| 11 | Mars vs. Man                       | La giungla è in pericolo            | 27 novembre 1993  | 8 settembre 1996  |
| 12 | Cropsy-Turvy                       |                                     | 4 dicembre 1993   | 15 settembre 1996 |
| 12 | A Crabby Honeymoon                 |                                     | 4 dicembre 1993   | 15 settembre 1996 |
| 12 | Safari So Good                     |                                     | 4 dicembre 1993   | 15 settembre 1996 |
| 13 | Royal Foil                         |                                     | 11 dicembre 1993  | 22 settembre 1996 |
| 13 | Flambe, Bombe                      | Granchio flambé                     | 11 dicembre 1993  | 22 settembre 1996 |
| 13 | Jungle Fever                       |                                     | 11 dicembre 1993  | 22 settembre 1996 |